# NGC 2644
NGC 2644 je galaksija u zviježđu Vodenoj zmiji.

## Vanjske poveznice
- SEDS: NGC 2644